# 듀레이션
듀레이션(duration)이란 채권에서 발생하는 현금흐름의 가중평균만기로서 이자율변화에 대한 채권가격의 민감도를 측정하기 위한 척도로써 1938년 프레데릭 맥콜리(F. R. Macaulay)에 의해 체계화되었다.

## 맥콜리 듀레이션
맥콜리 듀레이션은 채권으로 발생하는 현금흐름의 현재가치를 가중치로 한 상환 기간의 가중평균이다. 일반적인 채권의 맥콜리 듀레이션 산출공식은 다음과 같다.
{\displaystyle D=\sum _{t=1}^{n}t{\frac {PV(t)}{V}}}
- t : 현금흐름이 발생하는 시점
- PV(t) : t시점 발생하는 현금흐름(이자 또는 상환원금)의 현가
- V : 채권의 현가

위의 식에서 도출되는 특수한 현금흐름을 가진 채권의 듀레이션은 다음과 같다.
- 할인채(무이표채) : 할인채는 현금흐름이 만기시점에 한번만 존재하기 때문에 듀레이션과 만기는 같다. 즉,

{\displaystyle D=T}
- 영구채권 : 만기가 없어 원금상환없이 이자만 무한히 지급되는 영구채의 듀레이션은 다음과 같다. 즉,

{\displaystyle D={\frac {1+r}{r}}}

### 결정요인
듀레이션의 산출공식에서 알 수 있듯이, 듀레이션은 채권만기, 채권의 액면이자율(표면이자율), 시장이자율(할인율)의 세가지요인에 의해서 결정된다. 즉 채권의 만기가 길수록 듀레이션도 길어지며, 채권의 액면이자율이 높을수록 듀레이션은 짧아지며, 시장이자율이 높을수록 듀레이션은 짧아진다.

## 수정 듀레이션
수정 듀레이션은 채권의 금리가 1%p 변동할 때 채권의 가격이 몇 퍼센트나 변동하는지 나타내는 준탄력성을 의미한다. 수정 듀레이션의 공식은 다음과 같다.
{\displaystyle ModD={\frac {\partial {\ln {V}}}{\partial {r}}}={\frac {\Delta V}{V\cdot \Delta r}}}
수정 듀레이션은 맥콜리 듀레이션에서 채권의 만기수익률을 나누어 계산할 수 있다.
{\displaystyle ModD={\frac {MacD}{1+r}}}

## 종류
- 매컬리 듀레이션
- 수정듀레이션 Dm=D/(1+r)
- 유효듀레이션
- 힉스듀레이션

## 참고 문헌
- 재무관리, 이의경 저 ISBN 89-420-0126-2
- Smart, Scott B.; Zutter, Chad J. (2021). 《핵심투자론》 14판. 시대가치. 584-594쪽. ISBN 979-11-89607-40-1.

## 같이 보기
- 만기